# シュッテ対アファーマティブ・アクション防護連合事件
シュッテ対アファーマティブ・アクション防護連合事件（シュッテたいアファーマティブアクションぼうごれんごうじけん、Schuette v. Coalition to Defend Affirmative Action）572 U.S. 291 (2014)は、大学受験において人種や性別を考慮して差別是正措置を行うことを公立大学に対し禁じることを定めた州憲法は、アメリカ合衆国憲法修正第14条の平等保護条項に違反しているかどうかをアメリカ合衆国連邦最高裁判所が判断した事件。
この事件は、2006年に州の住民投票によって成立した、アファーマティブ・アクションを禁じることを定めたミシガン州憲法は違憲であると2012年に判決した第6巡回区控訴裁判所の上告審として、2013年10月15日に審理された。アメリカ合衆国連邦最高裁判所は、巡回区控訴裁判所の判決を逆転させ、ミシガン州憲法を支持する判決を出した。